# 天主教艾爾帕索教區
天主教艾爾帕索教區（拉丁語：Dioecesis Elpasensis）是美國一個羅馬天主教教區，屬聖安東尼奧總教區。成立於1914年3月3日。
範圍包括德克薩斯州西部十縣，教座位於艾爾帕索。2006年有教友668,000人（佔轄區總人口80.8%）、五十四個堂區、一百零七名司鐸。目前教區主教之位因原主教阿曼多·奧喬亞調任懸空。